# أحمد أباد (بجستان)
احمد أباد (بالفارسية: احمدآباد) هي قرية تقع في إيران في قسم بجستان الريفي. يقدر عدد سكانها بـ 55 نسمة .